# Vizcondado de Moreaga de Icaza
El vizcondado de Moreaga de Icaza es un título nobiliario español creado por el rey Alfonso XIII en favor de Pedro de Icaza y Aguire, I marqués pontificio de Casa Icaza, mediante real decreto del 1 de marzo de 1926 y despacho expedido el 20 de julio del mismo año.
Su denominación hace referencia al lugar de Moreaga, en el municipio español de Berango, en Vizcaya, así como al apellido del primer vizconde de Moreaga de Icaza.

## Vizcondes de Moreaga de Icaza
|                           | Titular                    | Periodo                   |
| Creación por Alfonso XIII | Creación por Alfonso XIII  | Creación por Alfonso XIII |
| ------------------------- | -------------------------- | ------------------------- |
| I                         | Pedro de Icaza y Aguirre   | 1926-1942                 |
| II                        | Pedro de Icaza y Gangoiti  | 1950-1965                 |
| III                       | Pedro de Icaza y Zabálburu | 1965-2012                 |
| IV                        | Teresa de Icaza y Ampuero  | 2015-hoy                  |

## Historia de los vizcondes de Moreaga de Icaza
- Pedro de Icaza y Aguirre (1867-1942), I vizconde de Moreaga de Icaza, I marqués pontificio de Casa Icaza, fundador de la Universidad Comercial de Deusto.[1][3]

Casó en 1899, en la villa de Bilbao, con María de las Mercedes Gangoiti y Aguirre (n. 1881), hija de Esteban Gangoiti Ugalde y de María Mercedes Aguirre Basagoiti. El 23 de junio de 1950 le sucedió su hijo:
- Pedro de Icaza y Gangoiti (m. 1972), II vizconde de Moreaga de Icaza, II marqués pontificio de Casa Icaza.[1][3]

Casó con Carmen de Zabálburu y García-Sala. El 11 de junio de 1965, por cesión y previa orden del 13 de abril para que se expida la correspondiente carta de sucesión (BOE del día 20), le sucedió su hijo:
- Pedro de Icaza y Zabálburu (30 de septiembre de 1938-2012), III vizconde de Moreaga de Icaza, III  marqués pontificio de Casa Icaza.[3][6]

Casó el 16 de julio de 1966 con María Teresa de Ampuero y Osma (n. 1941). El 14 de mayo de 2015, previa orden del 16 de abril para que se expida la correspondiente carta de sucesión (BOE del 1 de mayo), le sucedió su hija:
- Teresa de Jesús de Icaza y Ampuero, IV vizcondesa de Moreaga de Icaza.[4]